# 北村義浩
北村義浩（きたむら よしひろ、1960年12月11日 - ）は、日本の医師、医学者。学位は医学博士（東京大学大学院・1989年）。日本医科大学・特任教授、長野保健医療大学・特任教授。兄は東京大学名誉教授の北村聖。

## 略歴
- 1979年 - 金沢大学附属高等学校卒業[4]
- 1985年 - 東京大学医学部卒業
- 1989年 - 東京大学大学院医学系研究科博士課程修了
- 1990年 - 厚生労働省 国立予防衛生研究所（現 国立感染症研究所）厚生労働技官
- 2000年 - 東京大学医科学研究所助教授
- 2006年 - 中国科学院 微生物研究所日中連携研究室
- 2011年 - 国際医療福祉大学教授
- 2020年 - 日本医科大学特任教授
- 2020年 - 長野保健医療大学特任教授

## 人物
将棋アマチュア八段の資格を持つ。2020年9月16日放送のTBSテレビ「ひるおび!」では、新型コロナウイルスについてのコメンテーターとして出演する一方、番組が藤井聡太の話題を取り上げた際に、自身が所有する将棋名人戦の封じ手を披露した。

## 出演番組
- アッコにおまかせ!（TBSテレビ）
- グッとラック!（TBSテレビ）
- 羽鳥慎一モーニングショー（テレビ朝日）
- ひるおび!（TBSテレビ）
- 報道1930（BS-TBS）

## 所属学会
- 日本抗加齢医学学会

ほか